# Kostrzewa nibydalmacka
Kostrzewa nibydalmacka (Festuca pseudodalmatica Lam.) – gatunek rośliny z rodziny wiechlinowatych. Występuje od Europy środkowej na zachodzie po umiarkowaną część Azji na wschodzie. W Polsce jest gatunkiem bardzo rzadkim; rośnie tylko w Bramie Krakowskiej i na Wyżynie Miechowskiej.

## Morfologia
ŁodygaŹdźbło do 60 cm długości.
LiścieDłuższe niż połowa długości źdźbła, szorstkie, owoszczone, o grubości 0,4-0,8 mm. W przekroju poprzecznym pięć wiązek przewodzących oraz pięć pasm sklerenchymy zbudowanych z 2-10 warstw komórek.
KwiatyZebrane w 4-8-kwiatowe, sinozielone, owoszczone kłoski o długości 6,5-8 mm, te z kolei zebrane w luźną wiechę o długości 5-11 cm. Plewy nagie. Plewki dolne szydlastolancetowate, z ością o długości ⅓-½ długości plewki.
OwocZiarniak.

## Biologia i ekologia
Bylina, hemikryptofit. Rośnie w murawach kserotermicznych. Kwitnie w maju i czerwcu. 

## Zagrożenia i ochrona
Roślina umieszczona w Polskiej Czerwonej Księdze Roślin w grupie gatunków krytycznie zagrożonych (CR). Tę samą kategorię posiada na polskiej czerwonej liście.